# Hydrolimax grisea
Hydrolimax grisea är en plattmaskart. Hydrolimax grisea ingår i släktet Hydrolimax och familjen Plagiostomidae. Inga underarter finns listade i Catalogue of Life.